# 시므온 지파
시므온 지파(히브리어: שִׁמְעוֹן)는 이스라엘의 열두 지파 중 하나이다. 야곱의 둘째 아들 시므온의 후손으로 전한다. 판관기는 시므온 지파의 영토가 유다 지파 내에 있었다고 전한다.
흔히 잃어버린 열 지파를 이야기할 때 시므온 지파를 세지만, 실제로는 시므온 지파가 유다 지파에 흡수되어 유다 왕국의 일부로 존재했기 때문에 북이스라엘 왕국의 구성원으로 보는 것이 부적절하다는 의견도 나온다.
성경은 이들이 출애굽 이후 가나안에 들어왔다고 전하나, 역사학계는 출애굽기의 기원과 시므온 지파의 초기 역사에 대한 다양한 의견을 제시한다. 창세기부터 바빌론 유수때까지 성경에 여러 차례 등장하나 그 이후에는 나타나지 않는다.

## 영토
시므온 지파가 점령한 영토는 가나안 남서부로, 동쪽과 남쪽에서 유다 지파와 경계를 이루고 있었다. 그러나 유다 지파와의 경계가 모호하여, 시므온 지파의 땅이 유다 지파의 영토 서부에 월경지의 꼴로 있었을 것으로 본다.
시므온 지파의 영토는 그들의 성읍을 나열한 여호수아기 19:2-9, 역대상 4:28-32와 더불어 여호수아기 15:20-30에서 언급되는데, 이중 여호수아기 15:20-30에서 언급된 성들 중 일부는 유다 지파의 영토와 중복된다. 나다브 나아만은 이 주제에 대한 학계의 의견을 알브레흐트 알트의 뒤를 이은 '알트 학파'와 '다른 학파'의 두 학파로 구분한다. 알트 학파는 여호수아 15장의 목록을 요시아의 치세 동안의 역사적 상황을 반영하는 것으로 보고 있으며, 나머지 두 기록은 후대에 시므온 지파의 영토였던 것으로 추정되는 성읍을 작성한 것으로 덜 믿을만한 것으로 간주한다. '다른 학파'는 앞의 두 목록이 다윗 통치기(역대상 4:31 비교)의 실제 역사적 상황을 반영한 것으로 보고, 여호수아 15장은 이후의 상황을 반영한 것으로 본다. 시므온 사람들은 바빌론 유수 이전까지 유다 지파와 섞여 살았지만, 스스로의 정체성을 유지했을 것으로 추정된다.

## 기원

열두 지파의 땅. 시므온 지파의 영토가 노란색으로 그려져 있다.

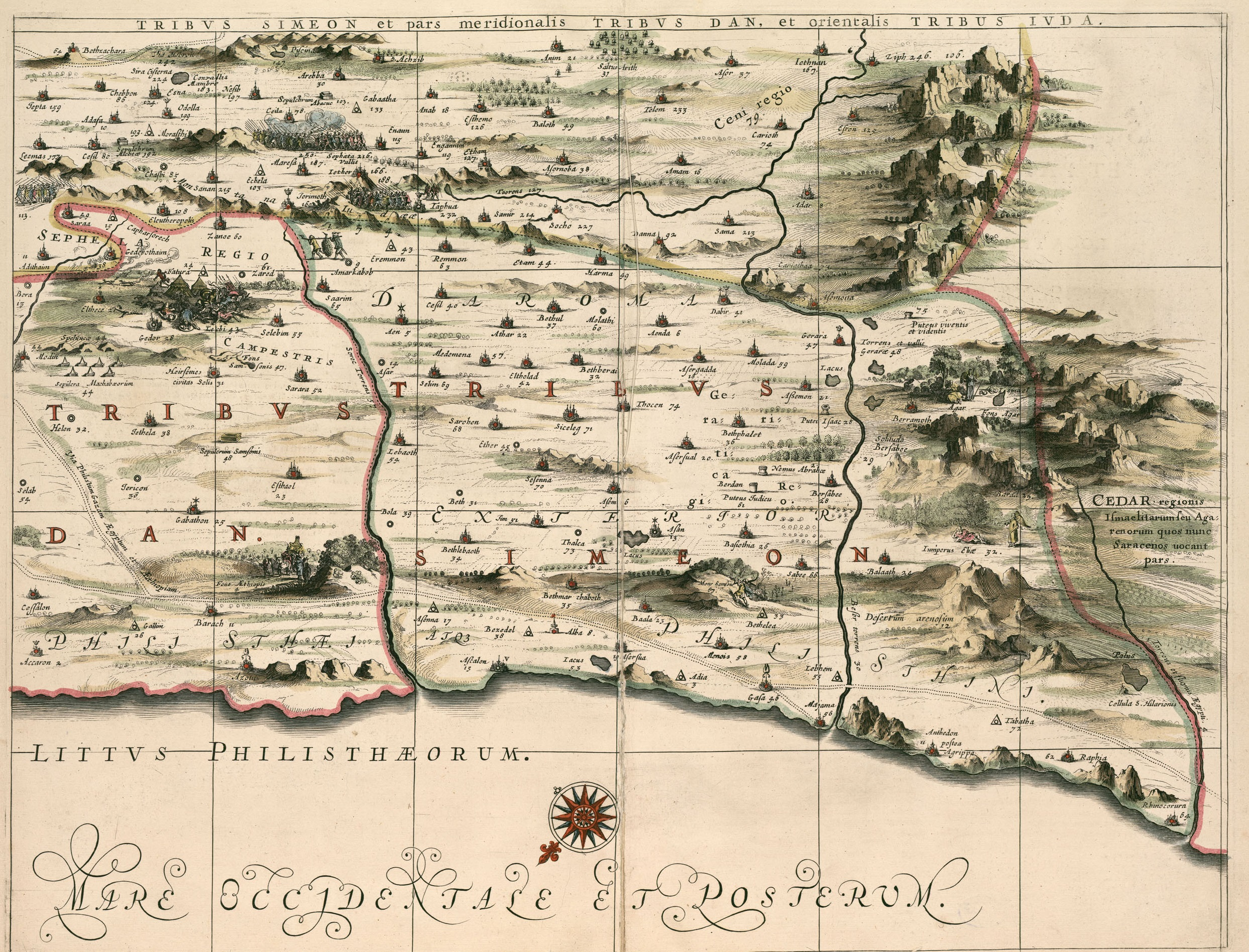
시므온 지파의 땅. (위가 동쪽)

구약성경은 시므온 지파가 시므온의 후손이라고 말하지만, 성서비평학자들은 후대에 시므온 부족의 이름에서부터 시므온이라는 가상의 인물이 창작된 것으로 보기도 한다. 역사학자들은 이스라엘 민족들에 대한 사실적 기록이 창세기에는 담겨있지 않다고도 한다.
여호수아가 이끄는 이스라엘 백성들에 의한 가나안 정복 이후 열두 지파에게 땅이 분배되었는데, 기원전 1200년경에 이 사건이 일어났다고 보는 학자도 있다. 그러나 역시 역사학자들 대부분은 여호수아기에 기록된 여호수아의 가나안 정복이 실제로 일어난 적이 없는 사건이라고 본다.
마르틴 노트는 여섯 부족의 조상이 레아의 자손들로 묘사되는 점에서 이들이 서로 동맹관계였다고 본다. 닐스 피터는 마르틴 노트의 이런 가설이 모든 구약학자들의 사고방식에 영향을 주었다고 말한다. 그러나 최근에는 노트의 가설에 반기를 드는 학자들도 다수 나오고 있다.
판관기 서두부에서 여호수아의 죽음 이후 이스라엘 자손이 에게 할당된 영토를 차지하려면 어느 지파가 먼저 가야 하는지 물어보았는데, 유다 지파가 첫 번째 지파로 지목되는 장면이 나온다. 곧 유다 지파는 시므온 지파에게 같이 나아가 싸워 할당된 영토를 확보하자고 동맹을 제안하고, 두 지파가 함께 전투에 참여했다.
그러나 시므온 지파는 일반적으로 구약성경 중 가장 오래된 텍스트 중 하나로 여겨지는 드보라의 노래에 언급되지 않는다. 이러한 까닭에 유대교에서는 시므온 지파가 항상 하나의 독립된 지파로 여겨지지는 않았다고 전한다. 이스라엘 핀켈슈타인은 시므온이 위치한 가나안 남쪽은 드보라의 노래가 쓰여질 당시에는 보잘것없는 변두리에 불과했다고 본다. 더 나아가 시므온이 유다와 함께 이스라엘 연합에 가입하지 않았거나, 이스라엘 연합을 탈퇴했을 수도 있다는 추정도 나온다.

## 성경에서
시므온 지파의 성읍은 여호수아기 19장 초반에 나열되어 있으나, 15장에서는 이 성읍들을 유다 지파의 것으로도 서술하고 있다. 역사학자들 대부분은 여호수아기를 여러 부분으로 나누어 각각 다른 시대에 쓰여졌을 것으로 추정하기도 하는데, 이 때 15장과 19장이 서로 다른 출전을 가지고 있다고 본다.
시므온 지파는 점차 쇠퇴했는데, 그 인구수는 민수기에 기록된 두 차례의 인구 조사에서 절반 이상 감소한다. 비록 성경은 이 두 인구조사의 시기를 모두 출애굽 시기로 비정하지만, 일부 본문비평학자들은 기원전 722년에서 609년 사이에 작성된 것으로 추정되는 제사장 문서를 그 원전으로 보고 있다. 제사장 문서가 원전이라고 보는 것은 동일하지만 바빌론 유수 이후에 형성되었다고 보는 학자들도 있고, 제사장 문서의 실존을 부인하는 학자들도 있다. 마소라 본문과 한국어 역본들은 신명기 33장 6절에 기록된 모세의 축복에 르우벤 지파에 대한 축복만 기록하고 있지만, 70인역에서는 르우벤에 더해 시므온에게 내려진 축복도 기록하고 있다.
역대기는 부족이 마치 한 지역에 정착해 살지 않았던 것처럼 기록한다. 역대상 4장은 지파의 일부가 가축들에게 더 적합한 목초지를 찾기 위해 그돌 농장으로 이주했다고 전한다. 다음 구절에서는 히즈키야 치세에 이들이 장막을 쳐서 거기에 있는 모우님 사람을 쳐서 진멸하고 오늘까지 거기에 살고 있다고 전한다.